# 思弁的実在論

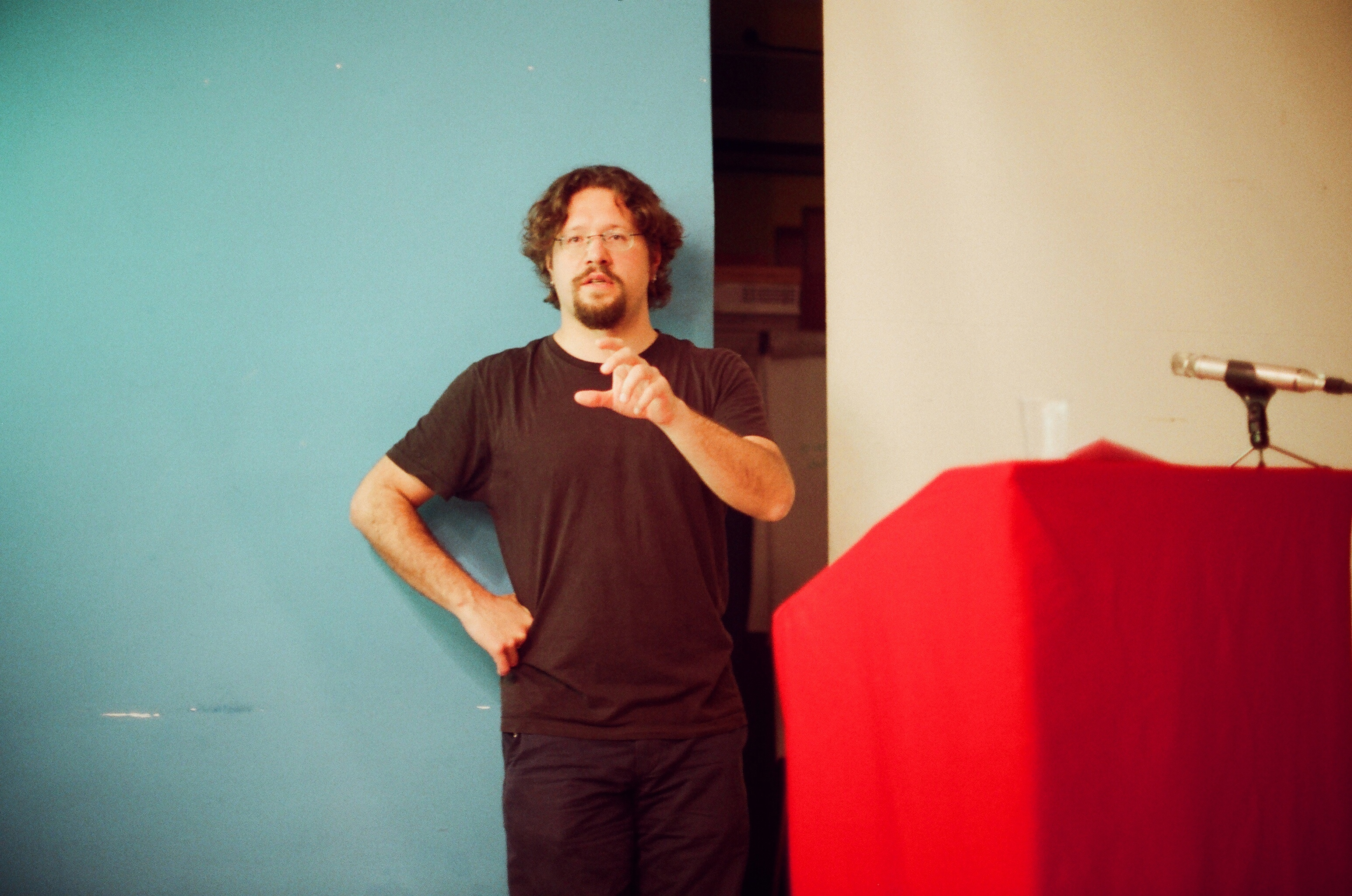
アルベルト・トスカノ

思弁的実在論（しべんてきじつざいろん、英: speculative realism）は、現代哲学の運動の一つである。これまで支配的だったポスト・カント哲学に反旗を翻し、形而上学的実在論（あるいは相関主義（correlationism））に対する立場を緩やかに共有していることが特徴である。思弁的実在論という名称は、ロンドン大学ゴールドスミス・カレッジで2007年4月に行われた学術会議の名前から取られている。その会議を組織したのはゴールドスミス・カレッジのアルベルト・トスカノであり、発表者に名を連ねた人物には、レイ・ブラシエ（アメリカン大学ベイルート校、当時の所属はミドルセックス大学）、イアン・ハミルトン・グラント（西イングランド大学）、グレアム・ハーマン（アメリカン大学カイロ校）、カンタン・メイヤスー（パリ高等師範学校）がいた。「思弁的実在論」の命名者はブラシエだとされるのが一般的だが、それより先にメイヤスーが自らの立場を「思弁的唯物論（speculative materialism）」という言葉で呼んでいる。
ゴールドスミス・カレッジでの第1回目の会議から2年後に、「思弁的実在論／思弁的唯物論」というタイトルで、第2回目の会議が2009年4月24日に西イングランド大学ブリストル校で開催された。発表者は、レイ・ブラシエ、イアン・ハミルトン・グラント、グレアム・ハーマン、そして（メイヤスーが参加できなかったため）アルベルト・トスカノであった。

## 相関主義に対する批判
基本的な哲学的見解についてはしばしば不一致が見られるものの、思弁的実在論者たちが共有する思想として、イマヌエル・カント以来の人間の有限性を奉じる哲学に対する抵抗がある。
この運動の4人の主要メンバーに共有されている態度として、「相関主義（correlationism）」 あるいは「アクセスの哲学（philosophies of access）」を乗り越えようとしている点がある。メイヤスーは『After Finitude』にて相関主義を定義し、「我々は思考と存在の相関物にしかアクセスできず、片方を抜きにしてはそのどちらにもアクセスできないという考え」としている。アクセスの哲学とは、実在に対する人間の優位を説く哲学のことである。このどちらも、人間中心主義的な思想である。
思弁的実在論の4人の主要メンバーは、人間を優位に置くこれらの哲学を転覆しようと試みており、現代哲学の多くに見られる観念論に対抗して、ある種の実在論を擁護している。

## 種類
思弁的実在論の主要メンバーとその支持者の間に共通する目的として、大陸哲学・分析哲学の両者において支配的となっているポスト・カント哲学の影響を転覆することが挙げられるが、それぞれの論者の間には重要な差異も存在する。

### 思弁的唯物論
カンタン・メイヤスーは相関主義を批判する際に、カント哲学の中心には2つの原理があると主張している。1つ目は、相関の原理（Principle of Correlation）であり、我々は思考と存在の相関物しか知ることができない、つまり相関物の外部は不可知であるとする原理である。2つ目は、事実性の原理（Principle of Factiality）であり、物事は実際にそうなっているのとは異なった仕方でもありえたとする原理である。この原理は、物自体は不可知ではあるが想像可能であるという議論を擁護する際にカントが用いたものである。我々は実在を決して知ることはできないとしても、その実在が根本的に異なったものであると想像することはできる。メイヤスーによれば、これらの原理をどちらも擁護することで「弱い」相関主義が導かれる（例：カント、フッサール）。一方で、物自体を拒絶することにより、「強い」相関主義が得られる（例：ウィトゲンシュタイン、ハイデガー）。この「強い」相関主義にとって、思考と存在の相関物の外部に何かを想定することは無意味とされており、したがって事実性の原理は破棄され、強化された相関の原理に置き換えられる。
メイヤスーは相関の原理を拒否する上で別の戦略をとっており、ポスト・カント的なヒュームへの回帰によって強化された事実性の原理を支持している。この原理を擁護する上で、メイヤスーはすべての物理法則のみならず、無矛盾律を除く全ての論理法則においても必然性という概念を拒絶している（無矛盾律が保持される理由は、これがないと、物事は常に、実際そうである仕方以外でもありえるという事実性の原理が成立しなくなってしまうからである）。充足理由律を拒絶することにより、物理法則における必然性を正当化するものは何もなくなる。つまり、宇宙がこのような仕方で秩序だっており、他の仕方で存在することはありえなかった、という理由は何もなくなるということである。メイヤスーはカント的ア・プリオリを拒絶し、ヒューム的ア・プリオリをそれに代わって採用する。そして、因果性についてヒュームから学ぶべき教訓とは、「まったく同じ原因は、100個（あるいはもっとたくさん）の異なる出来事を実際に引き起こしうる」 ことだとする。

### オブジェクト指向哲学
オブジェクト指向存在論（object-oriented ontology, OOO）の中心的な主張とは、オブジェクトは哲学においてあまりにも長い間、軽い扱いしか受けておらず、より「ラディカルなアプローチ」ばかりが注目されてきたという議論である。グレアム・ハーマンはこれらの「ラディカルな哲学」を2種類に分類している。1つ目は、オブジェクトを「侵食する（undermine）」タイプであり、オブジェクトは現実を覆い隠す表皮に過ぎないと考えるもので、一元論や永久の流転といった形式を取る。2つ目は、オブジェクトを「乱掘する（overmine）」タイプであり、オブジェクトという考えそのものが素朴な存在論に過ぎず、性質（例えば、「りんご」なるものは存在せず、「赤い」「固い」等の性質だけがある）や、関係（ラトゥールとホワイトヘッドの両者に見られる態度だが、前者にとってオブジェクトとは「修正、変形、混乱、創造」 するだけである）の根底に「オブジェクト」など存在しないと考える。オブジェクト指向哲学の特徴は、反実在論への批判のみならず、ある種の実在論に対する批判によっても特徴づけられる。ハーマンに言わせれば、思弁的実在論内部での派閥が増えるにつれ、「実在論」という概念は哲学においてたちまち重要性を失っていくだろうという。実際に、彼はすでに自らのオブジェクト指向哲学と他のタイプの実在論の差別化を図る論文をいくつか書いており、オブジェクトを「無用のフィクション」とみなして拒絶する実在論は、十分に実在論的ではないと論じている。
ハーマンによれば、あらゆるものはオブジェクトである。郵便箱、電磁波、時空、イギリス連邦、命題的態度まで、物理的なものであれフィクション上のものであれ、すべて等しくオブジェクトである。汎心論に対する強い共感を表明しつつ、ハーマンは新しい哲学的分野である「思弁的心理学（speculative psychology）」を考案し、「宇宙論的な心のレイヤー」と「ミミズ、埃、軍隊、チョーク、そして石ころが有する特定の心的現実を探りだす」 ことを提唱している。
ハーマンはある種のアリストテレス的な実体の概念を擁護している。ライプニッツは実体と集合体を設けたが、ハーマンはそれとは異なり、オブジェクトが合体すると、新たなオブジェクトが生まれると主張する。こうして、現実はオブジェクトからのみ構成されており、オブジェクトの連なりの「底」などはない、というア・プリオリな形而上学を構築しているのである。実体についての多くの理論とは異なり、実体が永遠不滅である必要はないとハーマンは考えており、アリストテレスが論じたように、実体は生じることもあれば消滅することもあるとされる。ハーマンにとって、オブジェクトはそれ自体が無限後退の最中にあり、他のいかなるものによっても不可知かつアクセス不能な存在である。こうして、彼は「代替因果（vicarious causality）」と呼ばれる理論にたどり着く。中世イスラム哲学における機会原因論にインスパイアを受けたハーマンの主張によれば、いかなる2つのオブジェクトも「感覚的代替物（sensual vicar）」 の媒介なしには相互作用できないとされる。そして、ハーマンによれば相互作用できるオブジェクトには2つの種類があり、それらは現実的オブジェクト（real objects）と感覚的オブジェクト（sensual objects）である。前者は日常生活における物事のことであり、後者は相互作用を媒介する戯画（caricatures）にあたる。ハーマンによれば、例えば炎が綿を燃やすとき、綿の本質はいかなる関係によっても網羅不可能なので、炎は綿の本質には触れていない。そうではなく、燃えるという事態を引き起こす綿の戯画が媒介となることによって、相互作用が起きているのである。

### 超越論的唯物論／ネオ生気論
イアン・ハミルトン・グラントは「身体主義（somatism）」と彼が呼ぶ、身体に関する哲学と物理学を批判している。グラントは著書『Philosophies of Nature After Schelling』において、物質の定義に基きながらプラトン以降の哲学史を新たに語り直している。アリストテレスは形相と質料を区分し、質料は哲学にとって見ることができないものだとしたが、グラントはプラトン的な質料に回帰し、それが現実を構成する基礎的な要素であるだけでなく、現実を支配する力でもあると論じている。彼はこの議論をカント以後のドイツ観念論哲学者であるヨハン・ゴットリープ・フィヒテとフリードリヒ・シェリングをなぞりつつ、質料を実体と見るか便利なフィクションとして捉えるかという対立が今日まで続いていると論じる。そして、我々はプラトンを転覆しようとするのはやめて、カントを転覆するべきであり、プラトン的伝統における「思弁的物理学」、つまり物体を扱う物理学ではなく、「あらゆるものについての物理学」を取り戻すべきだとしている。
ユージーン・サッカーは「生命それ自体」という概念を検討し、それが哲学内部でどのように位置づけられ、またいかにして形而上学的性質を得てきたかを探っている。サッカーの著書『After Life』では、「生命（Life）」と「生物（the living）」が分離されていく中で生命の存在論がいかに働いてきたかを示し、時間、形相、魂といった他の形而上学的概念による生命という概念の「形状上学的な取り違え」が起きてしまったことを論じている。「生命の存在論はどれも、生命ならざるもの（something-other-than-life）によって生命について考えている。生命ならざるものはたいていの場合、時間や儚さ、形相や因果性、魂や内在といった形而上学的概念である」。サッカーは、この主題を論じるにあたりアリストテレスから中世スコラ哲学、神秘主義・否定神学、そしてスピノザやカントに至るまでの議論の過程をたどっており、先の三つ組の取り違えが今日の哲学においても顕在であることを示している（生命を時間として扱うプロセス哲学とドゥルーズ主義、形相として扱う生政治思想、魂として扱うポスト世俗的な宗教哲学）。サッカーは思弁的実在論と生命の哲学の関係を検討し、「生気論的相関（vitalist correlation）」について論じている。「生気論的相関とは、思考と対象（オブジェクト）、自己と世界の間に存する分離性と不可分性という相関する二重の必然性を維持し損なった状態のことであり、それは「生命」の概念を存在論化することによって引き起こされる」。サッカーは詰まるところ、「生命」についての懐疑論を支持している。「生命は哲学『の（of）』問題であるだけではなく、哲学『にとっての（for）』問題でもある」。
このグループに分類される集団として、「プロセス哲学」として知られる思想への準拠によって結び付けられる思想家たちも出てきており、シェリング、ベルクソン、ホワイトヘッド、ドゥルーズといった哲学者たちを主な参照軸としている。近年の例としては、スティーヴン・シャヴィロの著書『Without Criteria: Kant, Whitehead, Deleuze, and Aesthetics』があり、プロセスを基にした議論によって汎心論や生気論あるいはアニミズムが理論的に導出されている。シャヴィロにとって、ホワイトヘッドによる抱握（prehensions）と結合（nexus）の哲学こそが大陸哲学と分析哲学の最高のコンビネーションを実現しているという。最近のもう一つの例としては、ジェーン・ベネットの著書『Vibrant Matter』 が挙げられる。同書では、人間関係から物体へ、「活きた物質（vibrant matter）」への移行が論じられており、生物と無生物、人間の身体と非人間の身体の間をまたがる存在として位置づけられている。レオン・ニーモチンスキーは著書『Charles Sanders Peirce and a Religious Metaphysics of Nature』にて「思弁的自然主義（speculative naturalism）」と呼ばれる概念を提起し、自然は自らの無限に生産的な「活きた」基盤についての洞察を与えうるとされ、彼はそれを能産的自然（natura naturans）と同定している。

### 超越論的ニヒリズム／方法論的自然主義
レイ・ブラシエは著書『Nihil Unbound: Extinction and Enlightenment』にて、哲学はこれまで絶滅というトラウマ的な考えを避け続けており、絶滅という考えによって条件付けられた世界において意味を見出そうと試みてきたと論じている。大陸哲学における現象学と解釈学のアプローチ、また生命について論じるジル・ドゥルーズのような思想家は、ニヒリズムの「脅威」を食い止めて世界に意味を根付かせようと試みているとしてブラシエは批判する。それに代わり、アラン・バディウ、フランソワ・ラリュエル、ポール・チャーチランド、トーマス・メッツィンガーといった哲学者を援用することで、ブラシエは世界には内在的に意味が欠如していることを示そうとしている。つまり、ブラシエはニヒリズムを避けるのではなく、それが現実の真理であることを受け入れているのである。バディウとラリュエルの読解を通じてブラシエが導いた結論とは、宇宙の根拠とは無であり、哲学は「絶滅のオルガノン（道具、機関）」だということ、すなわち、生が絶滅によって条件づけられているからこそ、思考が存在するということである。そしてブラシエは、思考は存在とではなく非‐存在と結合するというラディカルな反‐相関主義的哲学を擁護する。

## 思弁的実在論「運動」の存在に関する論争
2011年3月に掲載された『Kronos』誌のインタビューにて、レイ・ブラシエは「思弁的実在論運動」の存在を否定しており、自分はそのようなキャッチフレーズを用い続ける論者とは一切関わりを持たないと断言している。
「思弁的実在論運動」なるものは、私が全く共感を抱かないアジェンダを掲げるブログ執筆者たちが抱く妄想の中にしか存在しません。汎心論的な形而上学とプロセス哲学を少々まぶしたアクターネットワーク理論を支持するブログ執筆者たちのことです。インターネットが真剣な哲学的議論のメディアとして適切だとは信じておりませんし、またブログを使ってネット上で哲学的運動をでっち上げ、何でも信じこみやすい大学院生たちの方向を誤った情熱を搾取することが許されるとも思いません。ドゥルーズは、つまるところ哲学の最も基本的な課題は愚かさを妨げることだと言っていますが、私はそれに賛成します。なので、ネット上で愚かさの乱交を生み出したことが最大の達成であるような「運動」に、哲学的な利点はほとんど見出すことはできません。

## 出版物
思弁的実在論は学術雑誌『Collapse』と強い繋がりを持っており、同誌にてゴールドスミス・カレッジで行われた第1回会議の議事録や「思弁的実在論」的な思想家の論文を数多く掲載している。また、ウォーリック大学大学院哲学研究科のメンバーが編集・発行している学術雑誌『Pli』にも、思弁的実在論の論文が多数扱われている。2010年にプンクトゥム・ブックスが発刊した『Speculations』も定期的に思弁的実在論を特集している。エディンバラ大学出版局は「Speculative Realism」という名の叢書を発行している。
思弁的実在論に関連する出版物のリストは下記の通りである。
- Brassier, Ray, Iain Hamilton Grant, Graham Harman, and Quentin Meillassoux. 2007. "Speculative Realism" in Collapse III: Unknown Deleuze. London: Urbanomic.
- Brassier, Ray. 2007. Nihil Unbound: Enlightenment and Extinction. London: Palgrave Macmillan.
- Brassier, Ray. 2007. "The Enigma of Realism" in Collapse II: Speculative Realism. London: Urbanomic.
- Brassier, Ray. 2001. "Behold the Non-Rabbit: Kant, Quine, Laruelle" in Pli 12: Materialism.
- Braver, Lee. 2007. A Thing of This World: A History of Continental Anti-Realism. Evanston, IL: Northwestern University Press.
- Bryant, Levi, Graham Harman, and Nick Srnicek. 2011. The Speculative Turn: Continental Materialism and Realism. Melbourne: Re.Press.
- Ennis, Paul J. 2011. Continental Realism. Winchester, UK: Zero Books.
- Ennis, Paul J. 2010. Post-Continental Voice: Selected Interviews. Winchester, UK: Zero Books.
- Grant, Iain Hamilton. 2008. Philosophies of Nature After Schelling. London: Continuum.
- Grant, Iain Hamilton. 2008. "Being and Slime: The Mathematics of Protoplasm in Lorenz Oken's 'Physio-Philosophy'" in Collapse IV: Concept-Horror. London: Urbanomic.
- Grant, Iain Hamilton. 2005. "The 'Eternal and Necessary Bond Between Philosophy and Physics'" in Angelaki 10.1.
- Grant, Iain Hamilton. 2000. "The Chemistry of Darkness" in Pli 9: Science.
- Harman, Graham. 2011. Quentin Meillassoux: Philosophy in the Making. Edinburgh: Edinburgh University Press.
- Harman, Graham. 2011. The Quadruple Object. Winchester, UK: Zero Books.
- Harman, Graham. 2010. Circus Philosophicus. Winchester, UK: Zero Books.
- Harman, Graham. 2010. Towards Speculative Realism: Essays and Lectures. Winchester, UK: Zero Books.
- Harman, Graham. 2009. Prince of Networks: Bruno Latour and Metaphysics. Melbourne: Re.Press.
- Harman, Graham. 2008. "On the Horror of Phenomenology: Lovecraft and Husserl" in Collapse IV: Concept-Horror. London: Urbanomic.
- Harman, Graham. 2007. "On Vicarious Causation" in Collapse II: Speculative Realism. London: Urbanomic.
- Harman, Graham. 2005. Guerilla Metaphysics: Phenomenology and the Carpentry of Things. Chicago: Open Court.
- Harman, Graham. 2002. Tool-Being: Heidegger and the Metaphysics of Objects. Chicago: Open Court
- Meillassoux, Quentin. 2008. After Finitude: An Essay on the Necessity of Contingency. Trans. Ray Brassier. London: Continuum.
- Meillassoux, Quentin. 2008. "Spectral Dilemma" in Collapse IV: Concept-Horror. London: Urbanomic.
- Meillassoux, Quentin. 2007. "Subtraction and Contraction: Deleuze, Immanence and Matter and Memory" in Collapse III: Unknown Deleuze. London: Urbanomic.
- Meillassoux, Quentin. 2007. "Potentiality and Virtuality" in Collapse II: Speculative Realism. London: Urbanomic.

## インターネット上での存在感
思弁的実在論はブログを通じてインターネット上で急速に広まっていったことで知られる。いくつかのウェブサイトが、思弁的実在論運動のメンバーの論文、講義、また新刊の予定などを告げる場となった。また、多くのブログには思弁的実在論やそこから派生したアイデアを論じるオリジナルな記事が掲載され、思弁的実在論者が出演するポッドキャスト番組もウェブ上にアップされた。